# Dům Tosca
Dům Tosca stojí v Moravské ulici v Karlových Varech. Byl postaven v roce 1977 podle projektu společnosti Zdravoprojekt Praha.

## Historie
Na místě dnešního objektu stával třípodlažní dům Goldener Ring (Zlatý prsten). Ten byl v roce 1977 nahrazen současným objektem podle projektu pánů Tůmy a Havliny ze společnosti Zdravoprojekt Praha. Nový dům dostal jméno Vojenský lázeňský ústav Ostrava.

## Ze současnosti
Se sousedními objekty – čp. 222 Tři bažanti, čp. 239 Norimberský dvůr, čp. 220 Albatros (Bílý kamzík) a čp. 2018 balneoprovoz – je dům provozován jako součást lázeňského hotelu Tosca.
V současnosti (listopad 2021) je evidován jako objekt občanské vybavenosti v majetku České republiky, příslušnost hospodařit s majetkem státu zde má Zařízení služeb pro Ministerstvo vnitra.

## Popis
Budova se nachází v centru lázeňské části města v ulici Moravská 2019/12. Jedná se o pětipatrový dům s uličním průčelím sestaveným z pěti polygonálních prosklených arkýřů, které jsou ukončeny pultovými střechami se spádem do vnitrobloku. Plasticita průčelí působí dojmem rozvlněné plochy fasády. Prosklené plochy a skleněné tabule svou orientací ke kostelu sv. Máří Magdaleny zachycují optické odrazy a zrcadlení barokní architektury chrámu.